# 迪克約翰遜鎮區 (印地安納州克萊縣)
迪克約翰遜鎮區（英語：Dick Johnson Township）是位於美國印地安納州克萊縣的一個行政鎮區。

## 地方資料
根據2010年美國人口普查的數據，迪克約翰遜鎮區的面積為55.80平方千米，當中陸地面積為55.60平方千米，而水域面積為0.20平方千米。當地共有人口1453人，而人口密度為每平方千米26.04人。